# 콘라트 헤세
콘라트 헤세(독일어: Konrad Hesse, 1919년 1월 29일 ~ 2005년 3월 15일)는 독일의 법학자이다. 1975년부터 1987년까지 독일연방헌법재판소 재판관을 지냈다.
1919년에 동프로이센의 쾨니히스베르크(현 러시아의 칼리닌그라드)에서 태어나 1950년에 괴팅겐 대학교에서 박사 학위를 취득하고, 1955년에 국가법과 행정법 및 교회법의 교수 자격을 얻었다. 1965년에 프라이부르크 대학교 교수를 시작으로 교편을 잡고, 1961년부터 1975년까지 바덴뷔르템베르크주 최고행정법원 판사로 있었다.
1975년부터 1987년까지 독일연방헌법재판소 재판관으로 활동했으며, 특히 1983년의 인구조사 판결에서 개인정보자결권(독일어: Recht auf informationelle Selbstbestimmung)이라는 용어를 처음 사용하였다.
2003년부터는 바이에른주 학술원 회원이 되었다. 2005년에 프라이부르크에서 영면하였다.

## 주요 저작
대표적인 저작으로 《독일헌법원론(독일어: Grundzüge des Verfassungsrecht der Bundesrepublik Deutschland)》이 있다. 《독일헌법원론》은 1995년까지 20번의 개정을 거쳤고, 전 세계 140여 개 국어로 번역된 명작이다. 대한민국에는 계희열 교수가 《서독헌법원론》 및 《통일 독일헌법원론》으로 소개한 바 있다.